# Winter Ave Zoli
Winter Ave Zoli est une actrice et modèle américaine.
Elle est notamment connue pour son rôle de Lyla Winston dans la série télévisée américaine Sons of Anarchy (2009-2014).

## Biographie

### Jeunesse
Née à New Hope en Pennsylvanie, d'une famille d'origine tchèque, lorsqu'elle a 11 ans elle va vivre avec sa famille à Prague. Elle s'intéresse à la scène et commence à jouer des petits rôles dans des productions européennes et américaines qui passent dans la ville. À 19 ans elle s'inscrit au Atlantic Theater Company à New York. 

### Carrière
Son premier grand rôle est celui de l'héroïne principale du film Tchéco-Américain The Pagan Queen (2009). 
En 2009, elle rejoint la deuxième saison de la série télévisée à succès Sons of Anarchy, dans un rôle récurrent mais relativement mineur. Elle y incarne, jusqu'à la septième et dernier saison de la série, le personnage de Lyla Winston, une actrice porno qui entame une relation avec le biker Harry « Opie » Winston joué par Ryan Hurst,.
Elle fait la couverture de l'édition de mars 2011 du magazine américain Playboy.
En 2015, elle rejoint la seconde saison de la série Legends, portée par Sean Bean, dans le rôle du lieutenant Gabrielle Miskova.
En 2017, elle tient le rôle de l'officière des affaires internes Amy Snyder qui enquête sur l'inspecteur Harry Bosch, joué par Titus Welliver, le temps de quelques épisodes de la troisième saison de la série Bosch. Elle revient l'année d'après tout au long de la quatrième saison lorsque son personnage fait partie de l'équipe de Bosch.
En 2020, elle prête sa voix au personnage de DC Comics Svetlana dans le film d'animation Superman: Red Son, d'après le comics paru en 2003. 

## Filmographie

### Télévision
- 1999 : The Scarlet Pimpernel : Cecile (1 épisode)
- 2004 : Cime tempestose : Isabella
- 2005 : Révélations : Anna-Theresa (4 épisodes)
- 2009 - 2014 : Sons of Anarchy : Lyla (saisons 2 à 7, 41 épisodes)
- 2011 : Chaos : Irina
- 2012 : Perception : Pauline (saison 1, épisodes 2)
- 2015  : Legends : lieutenant Gabrielle Miskova (10 épisodes)
- 2015 : Marvel's Agents of S.H.I.E.L.D. : Eva Belyakov (saison 2, épisodes 17)
- 2017 : Code Black : Monica (saison 2, épisodes 12)
- 2017-2018 : Bosch : Sergent Amy Snyder (saison 3 et 4, 13 épisodes)

### Cinéma
- 1999 : Personne n'est parfait(e) : Tasha
- 2002 : Bad Company : Manicurist #1
- 2003 : La Ligue des gentlemen extraordinaires de Stephen Norrington : Eva (coupé au montage)
- 2004 : Le Prince et Moi : Eddie's Girlfriend
- 2004 : Hellboy de Guillermo del Toro : Girlfriend
- 2006 : Tristan et Yseult : Widseth's Sister
- 2006 : The Oh in Ohio : The Water's Fine Girl
- 2007 : Sex and Death 101 : Alexis the Fast Food Beauty
- 2007 : Trust Me : Lolly
- 2008 : Reservations : Marketa
- 2008 : Fold : Rachel
- 2009 : Psych 9 : Emma
- 2009 : The Pagan Queen : Libuše
- 2009 : Madness Is Catching : Andrea
- 2011 : Prodigal de Benjamin Grayson : Angela O'Neil (court métrage)
- 2012 : Stars in Shorts : Angela O'Neil
- 2012 : Bad Ass Craig Moss (en) : Tatiana
- 2014 : Cat Run 2 (en) de John Stockwell : Tatiana
- 2016 : Deserted (en) de Ashley Avis : Rosemary
- 2016 : Spaceman (en) de Brett Rapkin : Mme Lee
- 2020 : Superman: Red Son : Svetlana (animation)
- 2022 : Père Stu : un héros pas comme les autres (Father Stu) de Rosalind Ross : Allison
- 2022 : Lavé par le sang (Savage Salvation) de Randall Emmett :  Darlene